# 横带海龙
橫帶錐海龍（学名：Phoxocampus diacanthus），為輻鰭魚綱棘背魚目海龍魚科的其中一種，分布於印度太平洋區，包括斯里蘭卡、台灣、香港、印尼、菲律賓、澳洲、關島、馬紹爾群島、密克羅尼西亞、马里亚纳群岛、新喀里多尼亞、東加等海域，棲息深度可達40公尺，體長可達8.7公分，棲息在珊瑚礁、岩礁區或海藻床。